# Brachypanorpa sacajawea
Brachypanorpa sacajawea är en näbbsländeart som beskrevs av George W. Byers 1990. Brachypanorpa sacajawea ingår i släktet Brachypanorpa och familjen Panorpodidae. Inga underarter finns listade i Catalogue of Life.